# エミリー (猫)
エミリー（Emily、2004年10月24日 - ）は、アメリカのウィスコンシン州アップルトン在住の一家に飼われているメス猫。2005年9月に迷子になり、約一ヶ月後に大西洋を隔てたフランスで発見されたことで、話題になった。

## 概要
エミリーは、2005年9月末にアメリカのウィスコンシン州の自宅を出たまま行方不明になり、約一ヵ月後の10月24日にフランスのナンシーで発見された。自宅近所の配送センター内のコンテナに迷い込み、そのまま貨物船で大西洋を渡ってフランスまで行ったとみられている。貨物の受取先の従業員が猫を発見し、彼女の首輪の名札に記された担当獣医に連絡したところ、エミリーであることが判明した。このとき彼女はかなり痩せて衰弱していた。
その後、帰国に向けて検疫所で一ヶ月間滞在の後、12月1日に飛行機でジェネラル・ミッチェル国際空港に帰還し、家族と再会した。帰りは、コンチネンタル航空の好意でビジネスクラスのシートと機内食が提供され、行きとは対照的な優雅なものであった。